# Cainotheriidae
I cainoteridi (Cainotheriidae) sono un gruppo di mammiferi estinti, appartenenti agli artiodattili. Vissero tra l'Eocene medio e il Miocene medio (circa 45 – 15 milioni di anni fa) e i loro resti fossili si rinvengono essenzialmente in Europa.

## Descrizione
Questi animali erano di piccole dimensioni, e generalmente non superavano i 15 centimetri di altezza al garrese. Non superavano la statura di lepri e conigli e, per lungo tempo, sono stati considerati gli omologhi di questi animali fra gli artiodattili. La dentatura era completa e altamente selenodonte, ovvero i premolari e i molari avevano margini taglienti ricurvi e di forma a mezzaluna (come negli odierni ruminanti). Il cranio era piccolo, con un muso corto e orbite chiuse posteriormente poste al centro del cranio.
Una caratteristica peculiare di questo gruppo erano le bolle timpaniche, strutture di protezione delle ossa dell'orecchio: esse erano molto grandi, come quelle che oggi si riscontrano in piccoli mammiferi che vivono in ambienti aperti e aridi. Questa anatomia cranica evoluta era in netto contrasto con il resto dello scheletro, piuttosto primitivo: i cainoteridi possedevano ancora quattro dita non ridotte (una condizione ancestrale degli artiodattili),  anche se le dita laterali erano più corte; esse terminavano in lunghi artigli, come nei moderni conigli. Le zampe posteriori erano molto più lunghe di quelle anteriori, e indicano un notevole adattamento alla corsa e al salto. 

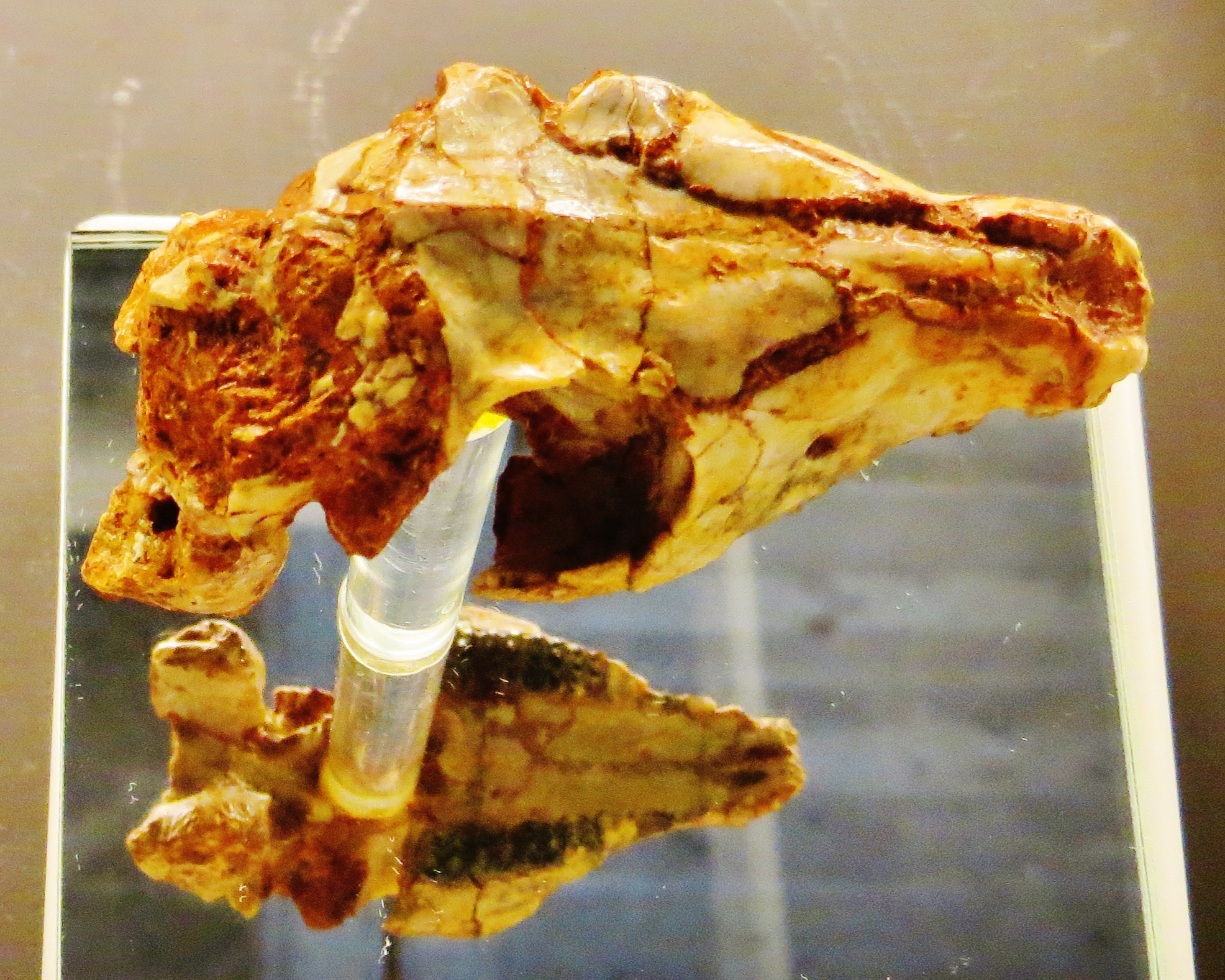
Cranio di Caenomeryx filholi

## Classificazione
Le bizzarre caratteristiche anatomiche dei cainoteridi li denotano come artiodattili primitivi, derivati probabilmente dal gruppo basale dei dicobunidi. Alcune affinità del cranio li mettono in relazione con gli anoploteridi e i dacriteridi, altri artiodattili tipici del Terziario inferiore. Le prime forme di cainoteridi erano effettivamente molto simili agli anoploteridi primitivi, e il piccolo Robiacina dell'Eocene medio/superiore è stato classificato variamente come un membro di entrambi i gruppi. Nel corso dell'Eocene superiore si svilupparono generi primitivi come Oxacron e Paroxacron, considerati i primi veri cainoteridi.
Successivamente, nel corso dell'Oligocene, i cainoteridi andarono incontro a una discreta radiazione evolutiva, con generi diversificati come Procaenotherium, Palembertina, Plesiomeryx, della taglia di un coniglio, e Caenomeryx, decisamente più grande. Il genere più specializzato, Cainotherium, fu anche l'ultimo a scomparire, nel corso del Miocene medio. Ancora all'inizio del Miocene questi animali erano piuttosto comuni in varie zone d'Europa, con specie probabilmente vicarie (ad esempio C. laticurvatum, C. miocenicum, C. bavaricum). I cainoteridi si estinsero definitivamente quando, nel corso del Miocene, il clima si fece più freddo. 

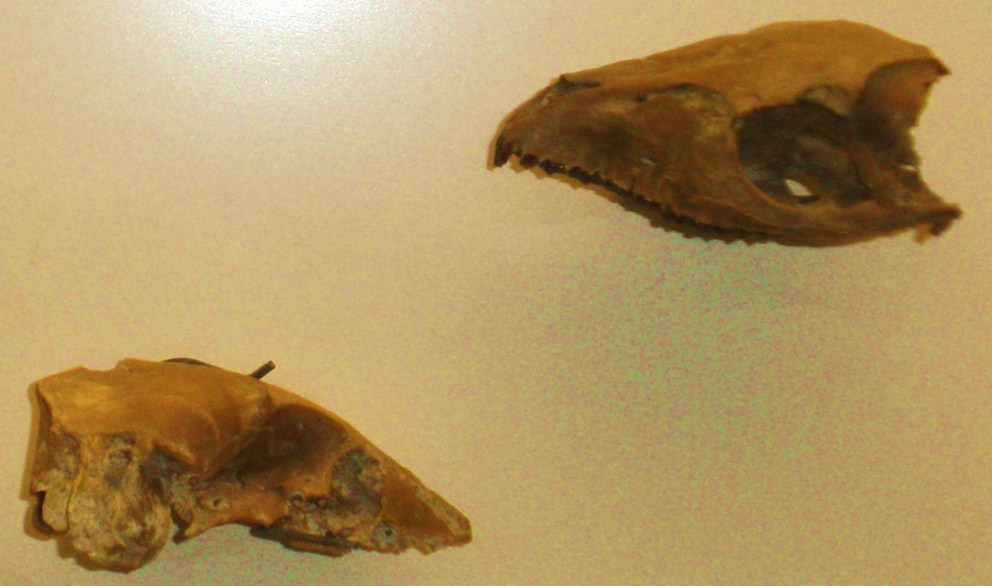
Crani di Cainotherium laticurvatum

## Paleoecologia
Questi piccoli artiodattili possedevano zampe posteriori eccezionalmente lunghe; questa caratteristica, combinata con la piccola taglia e le grandi bulle timpaniche, ha indotto numerosi studiosi a ritenere i cainoteridi una sorta di parallelo ecologico dei conigli. Si è quindi supposto che questi animali procedessero a balzi grazie alle lunghe zampe posteriori, ma la scoperta di tracce fossili del Miocene inferiore ritrovate nella località di Salinas de Anana in Spagna, chiaramente lasciate da Cainotherium, ha dimostrato che la locomozione di questi animali doveva essere molto diversa da quella dei conigli, e piuttosto simile a quella dei piccoli ruminanti attuali.

## Galleria d'immagini

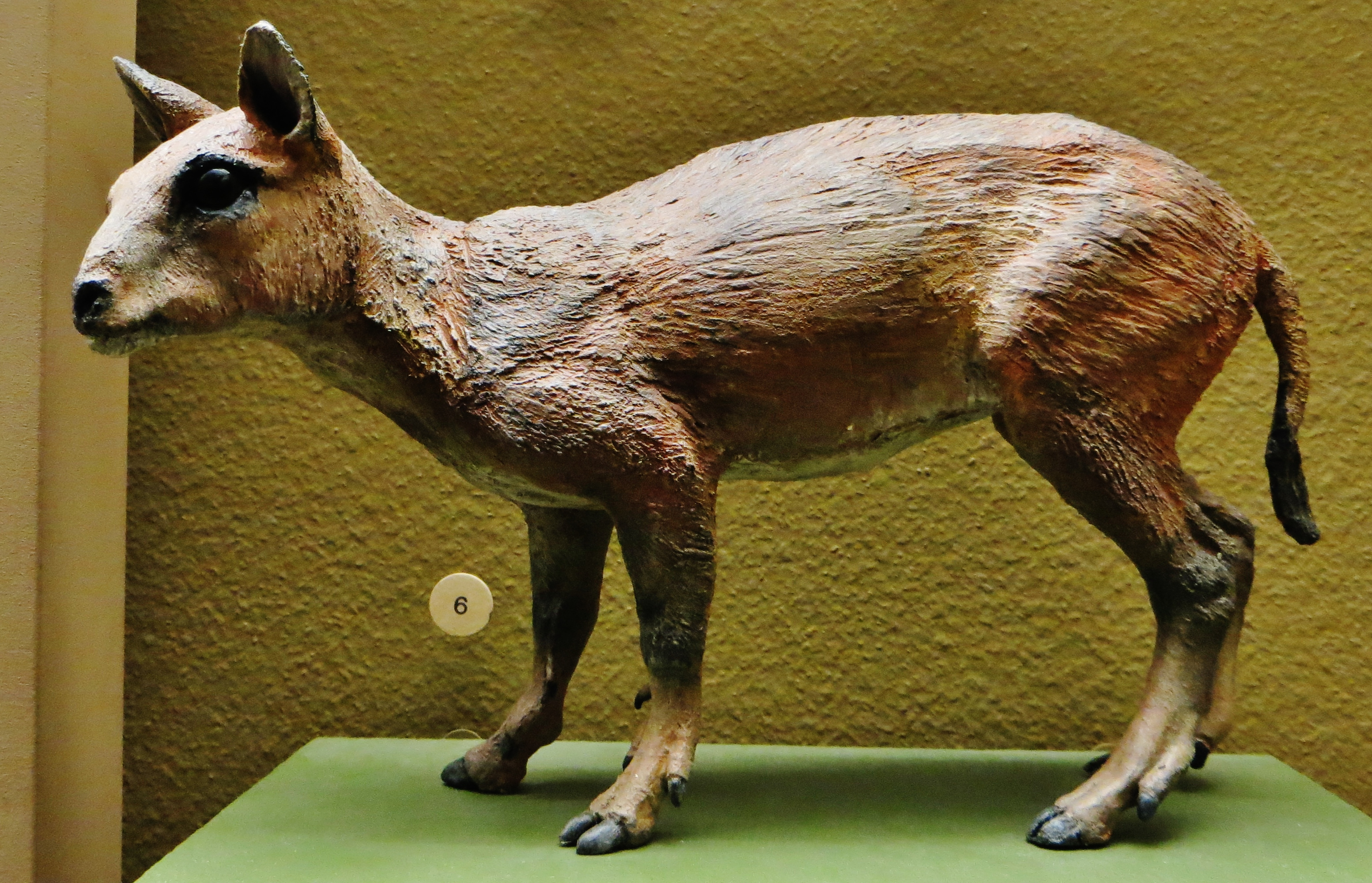
Ricostruzione di Cainotherium
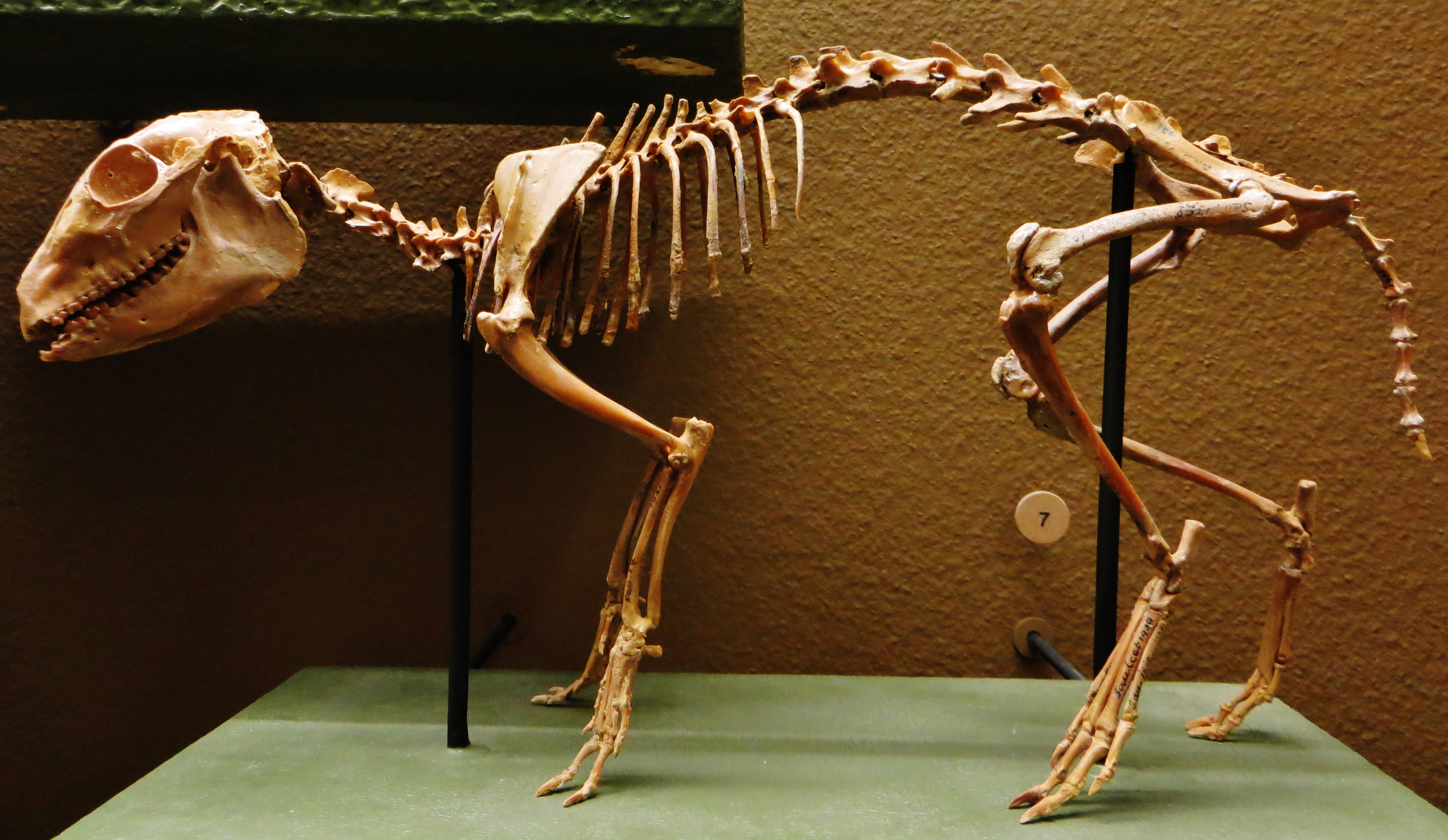
Ricostruzione dello scheletro di Cainotherium
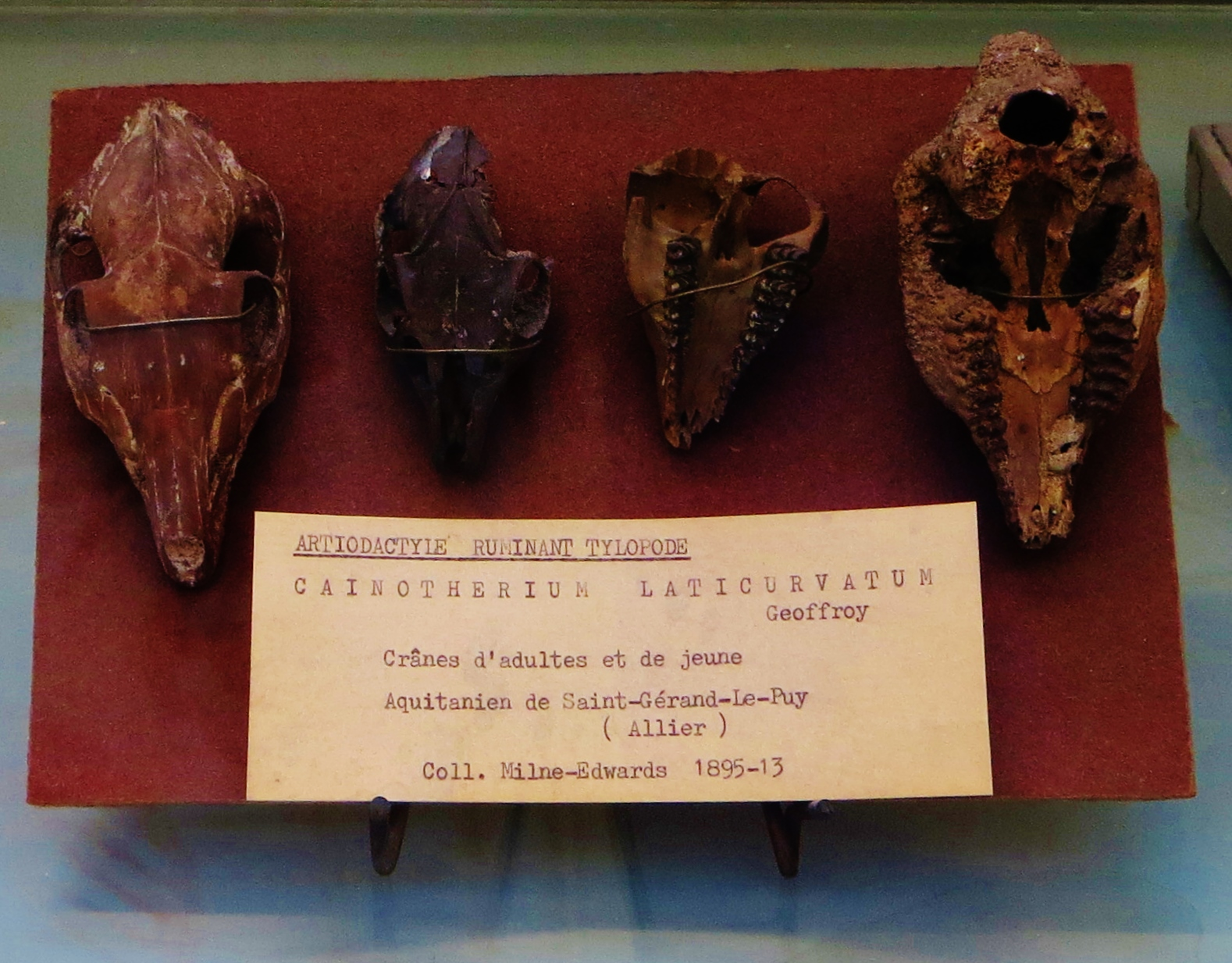
Crani di Cainotherium laticurvatum
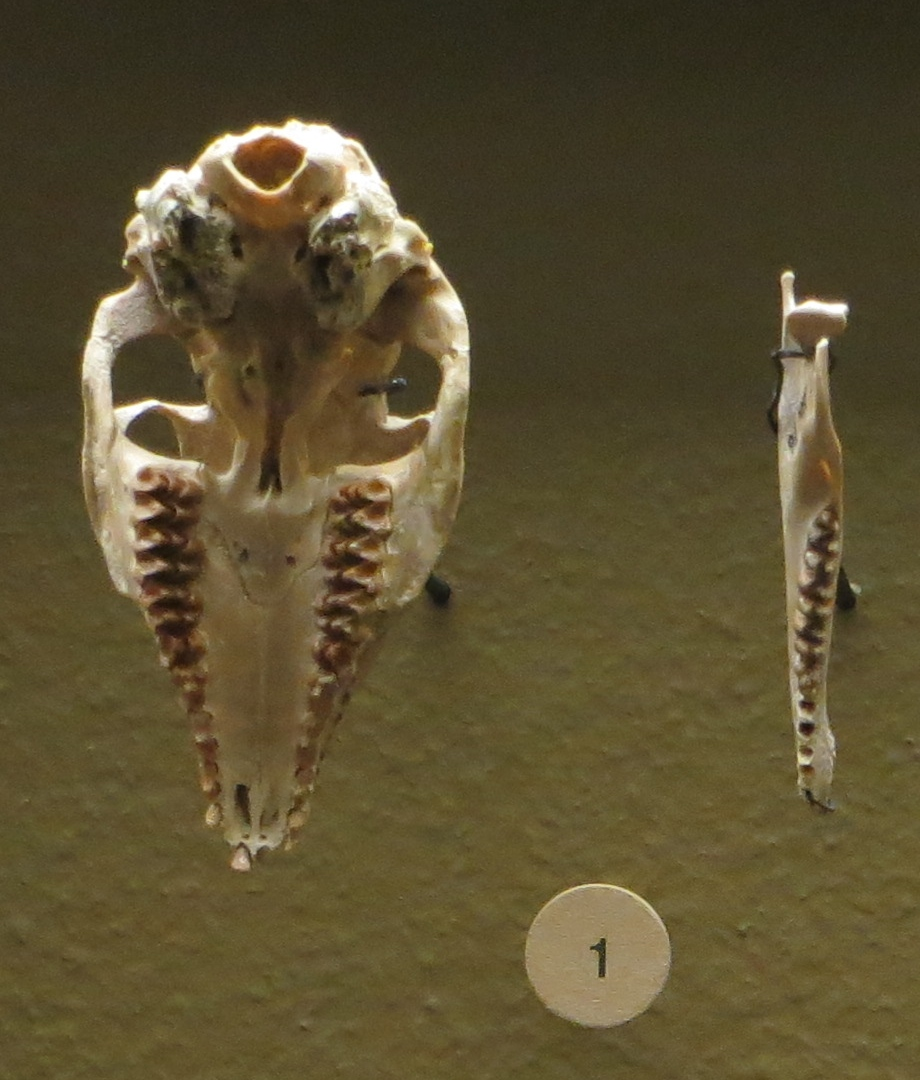
Cranio e mandibola di Cainotherium laticurvatum
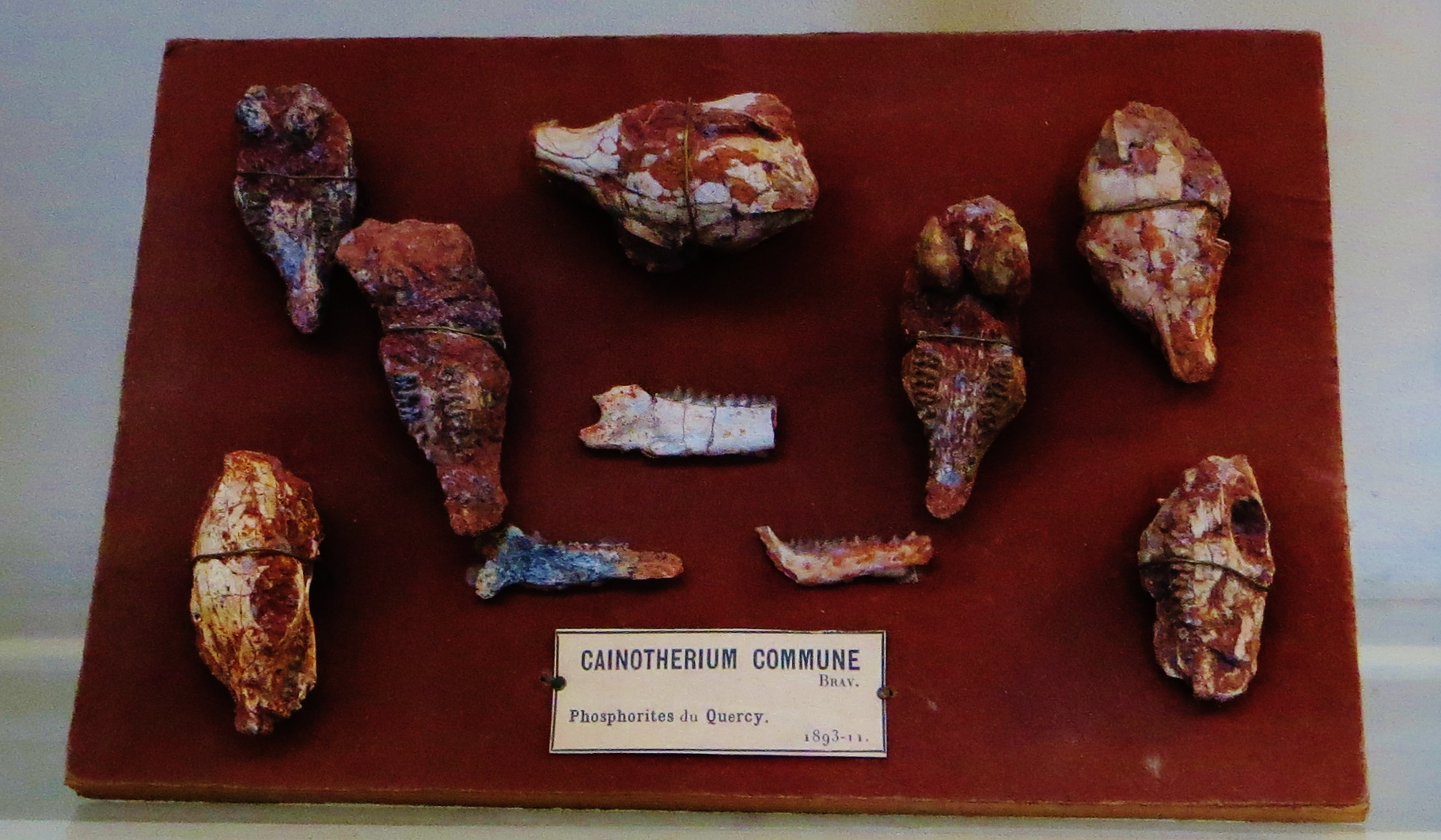
Fossili di Cainotherium commune
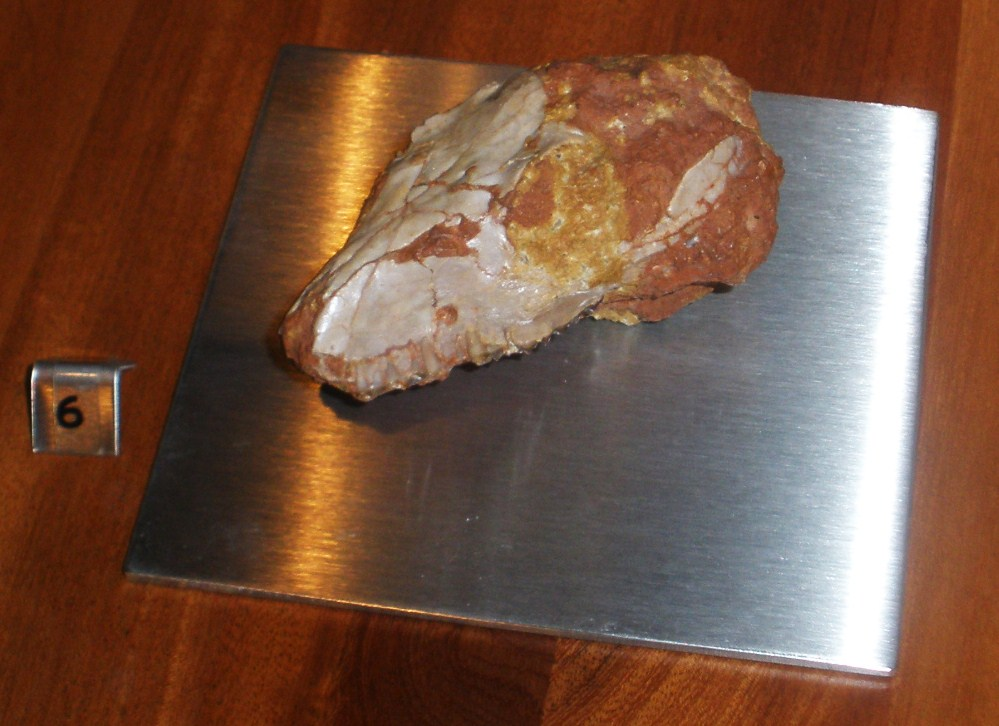
Cranio di Cainotherium
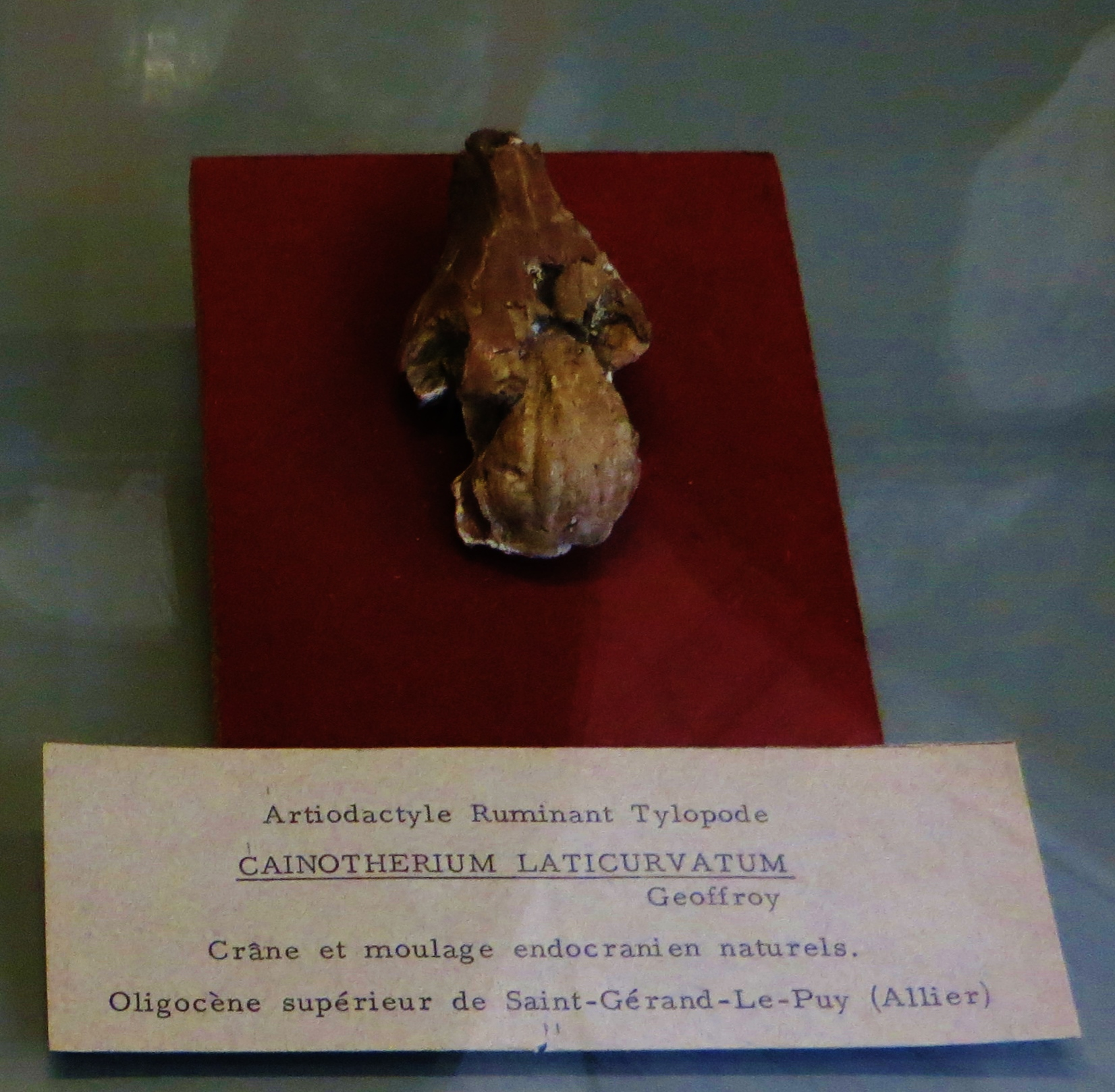
Calco endocranico di Cainotherium laticurvatum